# Owen James
Pour les articles homonymes, voir James.
Owen James, né le 15 octobre 1995 à Ferryside, est un coureur cycliste britannique.

## Biographie
Né à Ferryside (Pays de Galles), Owen James commence le cyclisme à l'âge de 11 ans ou 12 ans. Dans les catégories de jeunes, il s'essaye tout d'abord au cyclo-cross et au VTT, avant de passer aux courses sur route et sur piste,. 
En 2014 et 2015, il court au sein de l'équipe Zappi Racing, montée par l'ancien cycliste Flavio Zappi. Pour la saison 2016, il entrevoit un passage professionnel en signant avec la nouvelle équipe continentale galloise Dynamo Cover. Cependant, le projet ne voit pas le jour. 
En 2017, il part s'installer à Yffiniac pour intégrer le club Côtes d'Armor-Marie Morin-Véranda Rideau, en France. En début d'année 2018, il se classe deuxième et quatrième d'épreuves sur le Circuit des plages vendéennes, puis sixième de la Route bretonne. Il obtient ensuite son premier succès le 8 avril, lors de La Gislard.
Il connait une entame de saison 2019 sans grands résultats, après être tombé malade à la suite du Circuit des plages vendéennes. Au mois d'avril, il retrouve de bonnes sensations en s'imposant sur la quatrième étape du Tour de Bretagne. En juillet, il remporte une étape du Tour des Deux-Sèvres puis une épreuve de la Ronde finistérienne, à Morlaix. Lors des Trois Jours de Cherbourg, disputées en septembre, il figure parmi une échappée lors de la dernière étape et s'impose en solitaire, après avoir été virtuellement leader de la course.
Pour la saison 2020, il signe dans la nouvelle équipe continentale britannique SwiftCarbon, tout comme plusieurs de ses compatriotes évoluant chez les amateurs en France.

## Palmarès et résultats

### Palmarès par année
- 2018
  - La Gislard
- 2019
  - 4e étape du Tour de Bretagne
  - 1re étape du Tour des Deux-Sèvres
  - 2e épreuve de la Ronde Finistérienne
  - 3e étape des Trois Jours de Cherbourg

### Classements mondiaux
| Année           | 2016   | 2017 | 2018 | 2019   |
| --------------- | ------ | ---- | ---- | ------ |
| UCI Europe Tour | 1 616e |      |      | 1 514e |